# Decretos polacos

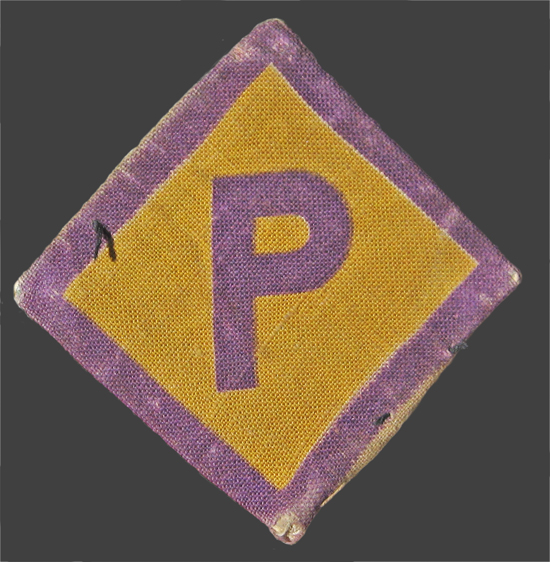
Distintivo con el que eran marcados los polacos

Los decretos o directrices polacas (en alemán: Polen-Erlasse y en polaco: Dekrety polskie) fueron unos decretos establecidos el 8 de marzo de 1940 por el Gobierno del III Reich durante la II Guerra Mundial para regular las condiciones laborales y de vida de los trabajadores polacos (Zivilarbeiter) utilizados como mano de obra esclava.
Dicha regulación favorecía la discriminación étnica.

## Objetivo

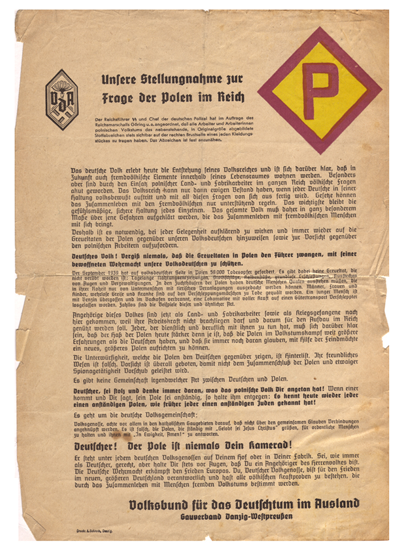
Poster antipolaco de Volksbund für das Deutschtum im Ausland (asociación de pueblos germanos 'Germanness') Gauverband Danzig Westpreußen (“Condado o condado” 'Shire or County, Gdansk, Prussia Oriental)

Dichas directrices supusieron un paso importante para imponer las políticas nacionalsocialistas germanas.  Estas proveían una base legal para discriminar a la población polaca al mismo tiempo que se aplicaba la ideología nazi y las políticas económicas del III Reich.
Una de las principales características fue la noción racista de la inferioridad de los esclavos y prisioneros de guerra polacos en comparación con los alemanes.
Los decretos también recomendaban una serie de castigos severos dirigidos a los esclavos para que madrugasen debido al inicio de la campaña laboral.

## Contenido específico

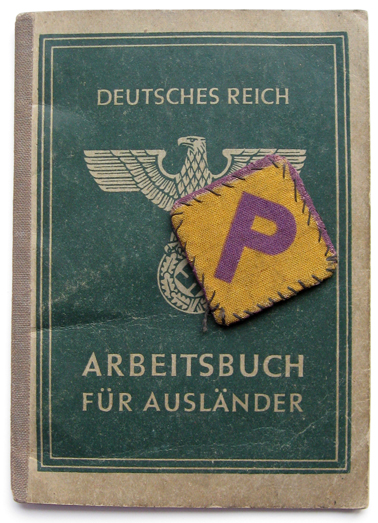
Documento de identidad (Ausweis) de los trabajadores polacos, considerados "extranjeros"

Los trabajadores polacos debían portar un distintivo con la letra "P" además de un permiso de trabajo y una foto. El distintivo tenía forma de rombo y debía ir cosida a la altura del pecho derecho de cada pieza de ropa. Aquellos que no obedecían la normativa se enfrentaban a sanciones de 150 reichsmarks y a una posible pena de seis semanas de arresto. También debían alejarse de la "vida cultural" alemana así como de los lugares de ocio o templos religiosos.
Las relaciones sexuales entre polacos y alemanes fueron prohibidas por la Rassenschande. En su lugar se establecieron varios burdeles. Con el fin de mantenerlos separados de la población germana, estos eran realojados en barracones cercados por una alambrada de espino. La movilidad de los trabajadores también se vio afectada, puesto que tenían que residir lo más lejos posible de los alemanes aparte de que tenían prohibido utilizar el transporte público. También se vieron afectados por los toques de queda. Los salarios debían ser inferiores al del resto de los obreros alemanes, incluso trabajando más horas sin tener derecho a días festivos. En cuanto a la nutrición, recibían una parte menor.
Aquellos que desobedecieran las normativas eran enviados a campos de concentración mientras que otros serían ejecutados. Esta directriz también se aplicaba a la población alemana que bien ayudaba o simpatizaba con los esclavos.

Mantener la pureza de la raza alemana!. Esto se aplica tanto a hombres como a mujeres. Puesto que mantener relaciones con judíos es una desgracia, cualquier alemán que se vea envuelto en relaciones íntimas con los polacos, es culpable de mantener un comportamiento pecaminoso. Despreciad las necesidades bestiales de esa raza, y sed conscientes de que debéis proteger a vuestros hijos. De lo contrario perderéis vuestra honra.

## Aplicación
Tras la invasión de Polonia en 1939, la población polaca de más de 14 años residente en el Gobierno General estuvo sujeta a trabajos forzados. Por aquel entonces había alrededor de 300.000 prisioneros trabajando en territorio alemán. En 1944 ya eran 2,8 millones de trabajadores civiles (10% de la mano de obra del Gobierno General) y otros tantos de diferentes nacionalidades. Los esclavos trabajaban principalmente en la agricultura y manufacturación.
En caso de no llegar al número necesario de "voluntarios", se aplicaban sanciones (confiscación de propiedades y de bienes) que posteriormente terminaron en łapankas.
En diciembre de 1941 se añadió a los decretos la Regulación Criminal Polaca que permitía la celebración de juicios rápidos para los polacos. En febrero de 1942 se aprobaron los decretos orientales (Ostarbeitererlasse) dirigidos a los territorios ocupados a la Unión Soviética.